# Герб Сорокинского сельского поселения (Тверская область)
Герб муниципального образования Соро́кинское се́льское поселе́ние Вышневолоцкого района Тверской области Российской Федерации — опознавательно-правовой знак, служащий официальным символом муниципального образования.
Герб утверждён Решением Совета депутатов Сорокинского сельского поселения № 27 от 25 сентября 2006 года.
Герб внесён в Государственный геральдический регистр Российской Федерации под регистрационным номером 3037.

## Описание герба
«В червлёном поле на лазоревой оконечности — золотая, гружёная мешками с хлебом барка, сопровождаемая вверху двумя серебряными речными якорями, положенными накрест. Щит увенчан муниципальной короной установленного образца».

## Обоснование символики
Территория поселения исторически была житницей С.-Петербурга, и именно отсюда, от деревни Солпа, начинались хлебные караваны в С.-Петербург, что обозначено в гербе изображением ладьи, гружёной хлебом.
Два перекрещенных якоря и червлёный цвет поля щита — элементы герба С.-Петербурга — символизируют важную роль в жизни столицы Российской Империи.